# Пімако-Ту (Аризона)
Пімако-Ту (англ. Pimaco Two) — переписна місцевість (CDP) в США, в окрузі Піма штату Аризона. Населення — 682 особи (2010).

## Географія
Пімако-Ту розташоване за координатами 31°58′0″ пн. ш. 110°27′59″ зх. д. / 31.96667° пн. ш. 110.46639° зх. д. (31.966573, -110.466286).  За даними Бюро перепису населення США в 2010 році переписна місцевість мала площу 11,76 км², уся площа — суходіл.

## Демографія
Згідно з переписом 2010 року, у переписній місцевості мешкали 682 особи в 280 домогосподарствах у складі 212 родин. Густота населення становила 58 осіб/км².  Було 313 помешкання (27/км²).
Расовий склад населення:
| - 89,6 % — білих - 1,8 % — корінних американців - 1,0 % — азіатів - 0,4 % — чорних або афроамериканців - 6,3 % — осіб інших рас |

До двох чи більше рас належало 0,9 %. Частка іспаномовних становила 13,9 % від усіх жителів.
За віковим діапазоном населення розподілялося таким чином: 21,6 % — особи молодші 18 років, 58,5 % — особи у віці 18—64 років, 19,9 % — особи у віці 65 років та старші. Медіана віку мешканця становила 47,6 року. На 100 осіб жіночої статі у переписній місцевості припадало 98,8 чоловіків;  на 100 жінок у віці від 18 років та старших — 97,4 чоловіків також старших 18 років.
Середній дохід на одне домашнє господарство становив 41 532 долари США (медіана — 31 438), а середній дохід на одну сім'ю — 52 893 долари (медіана — 49 038). 
Цивільне працевлаштоване населення становило 145 осіб. Основні галузі зайнятості: будівництво — 46,9 %, виробництво — 17,2 %, транспорт — 15,2 %, освіта, охорона здоров'я та соціальна допомога — 13,8 %.